# Ulrik Christian Gyldenløve (1678–1719)

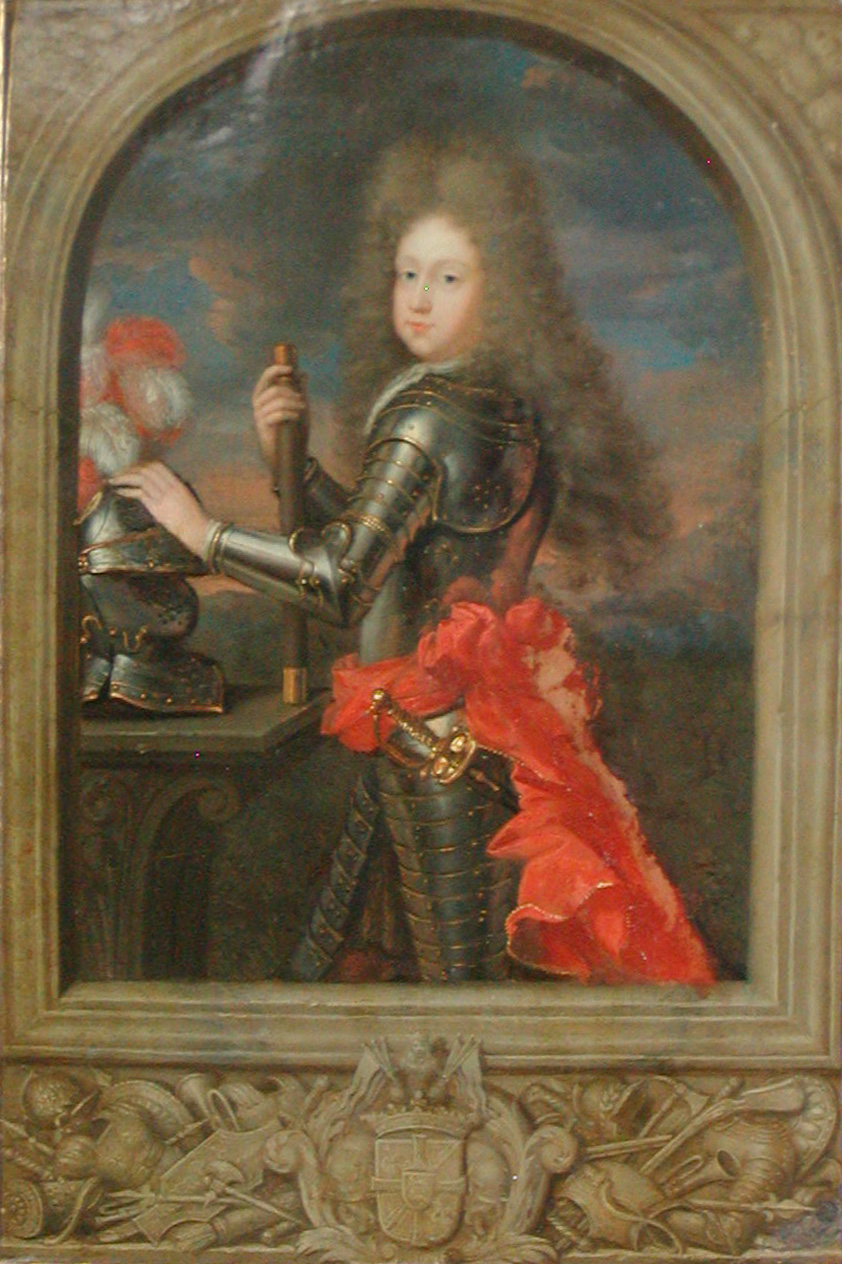
Ulrik Christian Gyldenløve, dansk amiral och son till Kristian V.
Porträttsamlingen på Frederiksborgs slott.

Ulrik Christian Gyldenløve, född 24 juni 1678 på Samsø, död 8 december 1719 i Köpenhamn, var en dansk greve och sjömilitär.

## Biografi
Ulrik Christian Gyldenløve var frilloson till kung Kristian V och dennes mätress grevinnan Sophie Amalie Moth. Från 1693 utbildades han i Holland och Frankrike till sjöofficer. 1696 återvände Gyldenløve till Danmark där han som 18-åring utnämndes till amiral. Från 1701 förde han som president i amiralitetetbefälet över hela den danska örloggsflottan. 1711 blev han generalamiral.
Gyldenløve stred mot Sverige 1700 och från 1709 i Stora nordiska kriget. Han förde bland annat befälet över de danska sjöstridskrafterna i slaget vid Köge bukt 1710 och vid Rügen 1712 och var ett pålitligt stöd för Tordenskjold.
Han räknas som initiativtagare till sjöofficersutbildningen Søe Cadet Compagnie, en skola enligt holländsk förebild, som inrättades 1701. Gyldenløve är begravd i kapellet på godset Brattingsborg på Samsø.